# Christuskirche (Trnovany)

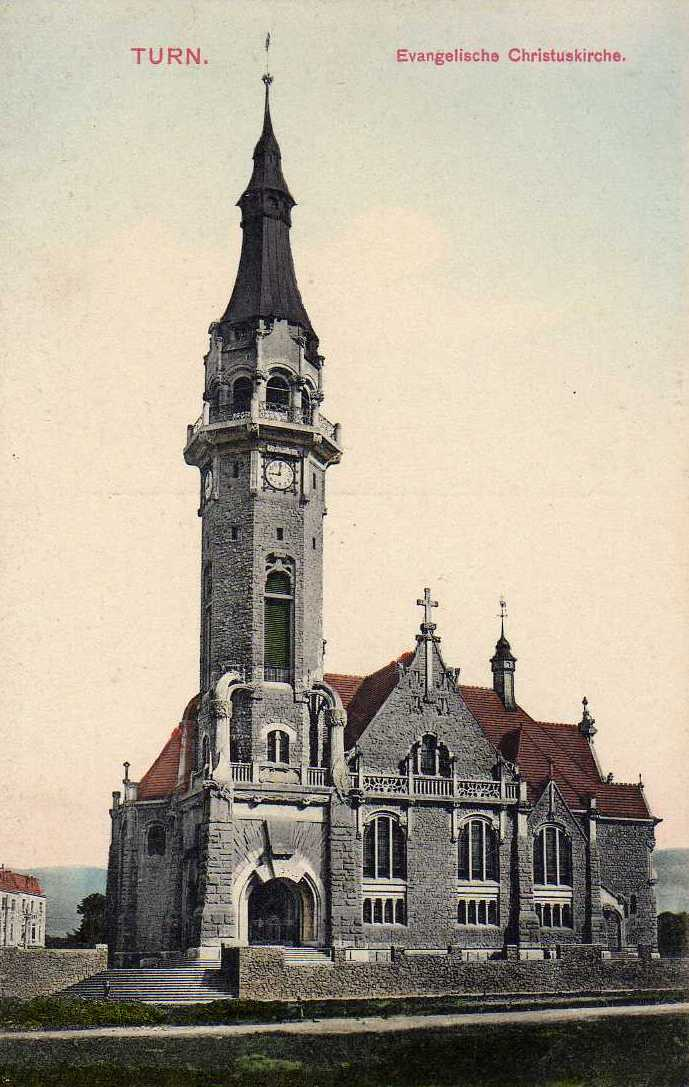
Christuskirche Turn

Die Christuskirche, auch Grüne Kirche (tschechisch: Zelený kostel) genannt, war die evangelisch-lutherische Pfarrkirche von Trnovany (deutsch: Turn), einem Stadtteil von Teplitz in der Tschechischen Republik. Die 1899 bis 1905 errichtete Kirche wurde nach einem Brand 1973 abgebrochen.

## Geschichte
Nach Gründung einer eigenen evangelischen Pfarre in Turn 1899 war zunächst durch den Zimmermeister Anton Anderle eine hölzerne Interimskirche mit Turm erstellt worden, die am 17. Dezember 1899 geweiht werden konnte, bevor sie 1909, nach Fertigstellung des Kirchenneubaus, abgebaut wurde. Mit dem Neubau wurde das Architekturbüro Schilling & Graebner aus Dresden beauftragt. Nach dessen Plänen entstand eine kreuzförmige Zentralbaukirche mit einem im Winkel eingestellten Turm von 76 Metern Höhe, der oberhalb der Traufhöhe der Kirche in ein Oktogon überging und mit einem Steilhelm abschloss. In den Bauformen orientierte sich der monumental wirkende, in Bossenwerk verblendete Kirchenbau an den Schlossbauten der sächsischen Spätgotik und Renaissance und damit an die Bezugsepoche der Reformation.
In den Jahren 1919–1945 war die Kirche Eigentum der Deutschen Evangelischen Kirche in Böhmen, Mähren und Schlesien, die auf ihrem Ersten Kirchentag am 25./26. Oktober 1919 in der Christuskirche in Turn gegründet wurde. Nach dem Zweiten Weltkrieg wurde die Christuskirche der Tschechoslowakischen Hussitischen Kirche übergeben, 1966 wurde sie geschlossen und nachfolgend als Lagerhaus genutzt. Nachdem sie im April 1969 durch einen Brand beschädigt worden war, wurde sie im August 1973 abgebrochen, der 76 m hohe Hauptturm wurde einen Monat später am 29. September gesprengt.